# 温和党联盟
温和党联盟（Union des Partis Moderés）是瓦努阿图的一个政党，成立于1974年。在2008年9月的立法选举中，该党赢得了52个席位中的7个席位。该党的主要支持者来自法语区。1991年，瓦努阿库党发生分裂，该党成功执政。自1991年至1998年，该党为瓦努阿图的执政党。2004年，该党曾短暂执政。